# Commander Keen - Episode Three: Keen Must Die!
 (mai 2019).
Si vous disposez d'ouvrages ou d'articles de référence ou si vous connaissez des sites web de qualité traitant du thème abordé ici, merci de compléter l'article en donnant les références utiles à sa vérifiabilité et en les liant à la section « Notes et références ».
Commander Keen - Episode Three: Keen Must Die! est un jeu vidéo de plates-formes sorti en 1990. Il fonctionne sur DOS et il est le troisième et dernier épisode de la trilogie Invasion of the Vorticons de la série Commander Keen. Développé par Id Software et édité par Apogee Software et Activision, le jeu a été conçu par John Carmack et Tom Hall.

## Trame
Dans l'épisode précédent, The Earth Explodes, le héros, Billy (Commander Keen), vient de sauver la Terre de la menace Vorticons, il est à présent sur la planète mère de ces derniers, à la recherche du responsable de cette agression, qui se révélera être Mortimer McMire, son vieux rival à l'école. Billy le neutralisera ce qui clos ainsi la trilogie de la première mini-série.